# Operacja kosowska
Operacja kosowska – seria operacji wojskowych przeprowadzonych w dniach 15 października – 22 listopada 1944 r. podczas II wojny światowej, zainicjowanych przez Armię Bułgarską (dowodzoną przez gen. Kiriła Stanczewa) z pomocą jugosłowiańskich i albańskich partyzantów, mająca na celu usunięcie sił niemieckich z Kosowa i zapobieżenie odwrotowi wojsk Wehrmachtu z Grecji. Niemiecka Grupa Armii E wycofywała się przez Kosowo w kierunku Bośni, ponieważ najbardziej oczywista droga ucieczki przez Nisz i Belgrad została zamknięta przez jugosłowiańskie siły partyzanckie oraz wojska bułgarskie i radzieckie podczas ofensywy belgradzkiej. Operacja doprowadziła do wyparcia okupantów z Kosowa, chociaż Niemcy byli w stanie skutecznie wycofać większość swoich sił i wyrwać się z okrążenia utworzonego przez połączone siły komunistyczne.

## Tło sytuacyjne

### Rozwój sytuacji w Kosowie
Po kapitulacji sił włoskich 8 września 1943 r. wojska niemieckie szybko zajęły Albanię dwiema dywizjami. Większość regionu Kosowa leżała wówczas w rozszerzonym przez okupantów państwie albańskim (protektoracie włoskim). Niemcy utworzyli w Tiranie „neutralny rząd”, który był ściśle związany z nazistowskimi Niemcami przez resztę 1943 i w 1944 r. W tym samym czasie ruch partyzancki w Kosowie pozostawał stosunkowo niewielki w porównaniu z innymi regionami Jugosławii. Svetozar Vukmanović, któremu powierzono organizowanie sił komunistycznych w rejonie, zauważył, że „warunki zbrojnego oporu w Kosowie były gorsze niż w jakiejkolwiek innej części kraju” i że „większość ludności albańskiej była nieprzyjazna wobec partyzantów”. W świetle tego partyzanci jugosłowiańscy poczynili niewielkie postępy w samym Kosowie, a większość regionu pozostała w rękach albańskiego, nacjonalistycznego ruchu Balli Kombëtar.

### Rozwój sytuacji w regionie
W wyniku bułgarskiego zamachu stanu w 1944 r. proniemiecki reżim monarchistyczny w Bułgarii został obalony i zastąpiony przez rząd Frontu Ojczyźnianego kierowany przez Kimona Georgiewa. Gdy nowy rząd doszedł do władzy, Bułgaria wypowiedziała wojnę Niemcom. W ramach nowego proradzieckiego rządu zmobilizowano i zreorganizowano cztery bułgarskie armie o sile 455 000 osób. Na początku października 1944 r. trzy bułgarskie armie, składające się z około 340 000 żołnierzy, znajdowały się na granicy jugosłowiańsko-bułgarskiej. Taki rozwój sytuacji znacząco zmienił równowagę sił w regionie, a wojska bułgarskie zostały natychmiast wprowadzone do akcji razem u boku partyzantki jugosłowiańskiej i wojsk radzieckich. Dwie ofensywy rozpoczęte pod koniec września, ofensywa belgradzka i operacja niska, z powodzeniem doprowadziły do oczyszczenia środkowej i południowej Serbii z sił niemieckich. Te wydarzenia spowodowały, że niemiecka Grupa Armii E wycofująca się z Grecji znalazła się pod silną presją, zagrożona okrążeniem i odcięciem od głównych sił niemieckich.

## Przebieg operacji
Głównymi siłami zaangażowanymi w to przedsięwzięcie były: 2 Armia bułgarska wspierana przez 24 i 46 Dywizję jugosłowiańską, składające się z pięciu brygad „Kosowo-Metohija” oraz albańskie 3 i 5 Brygadę Armii Narodowo-Wyzwoleńczej. Siły te były dodatkowo wspierane przez siły powietrzne aliantów zachodnich i Sowietów. W walkę z Bułgarami i Jugosłowianami w czasie tej operacji zostało angażowanych około 17 000 ludzi, w tym Kampfgruppe „Langer” z trzema kompaniami piechoty, jedną baterią artylerii i jednym plutonem czołgów, Kampfgruppe „Bredow” z sześcioma batalionami piechoty, trzema batalionami artylerii i 10 czołgów), Kampfgruppe „Skanderbeg” z około 7 000 albańskich żołnierzy 21 Dywizji Górskiej SS „Skanderbeg” pod dowództwem Augusta Schmidthubera i około 4 000 spieszonych niemieckich marynarzy udających się na północ z Grecji.
Niemcy byli wspierani przez około 10 000 bojowników Balli Kombëtar, albańskiej organizacji nacjonalistycznej, antykomunistycznej i antymonarchistycznej. Albańskie siły nacjonalistyczne oraz 21 Dywizja Górska Waffen SS „Skanderbeg” służyły jako osłona odwrotu wojsk Wehrmachtu, pomagając Niemcom skutecznie wycofać duże siły z Grecji i Albanii. SS „Skanderbeg” było szeroko wykorzystywane przez Niemców jako piechota górska, która codziennie wiązała walką duże siły partyzanckie, aby osłaniać flanki odchodzącego na północ zgrupowania Wehrmachtu. Gdy ofensywa zaczęła się w pełni rozwijać, wydano SS „Skanderbeg” rozkaz zwiększenia represji wobec sił partyzanckich i ich sympatyków. Zgodnie z tym rozkazem, 131 schwytanych przez esesmanów albańskich partyzantów zostało zastrzelonych na miejscu lub powieszonych w Kosowie tylko do 23 października.
Do końca listopada bułgarska 9 Dywizja Piechoty ścigała wycofującego się wroga i zatrzymała się dopiero na linii obronnej Raška–Novi Pazar.

## Następstwa
Wyrzucenie okupantów z Kosowa nie przyniosło natychmiastowego pokoju i porządku. Po wypędzeniu Niemców jugosłowiański przywódca Josip Broz Tito nakazał rozbrojenie sił albańskich w Kosowie i aresztowanie najważniejszych albańskich działaczy nacjonalistycznych. Rozkaz ten nie został dobrze przyjęty i w połączeniu z albańskimi aspiracjami dotyczącymi Kosowa, wywołał wybuch powstania. 2 grudnia 1944 r. antykomunistyczni Albańczycy z regionu Drenicy zaatakowali kompleks górniczy Trepça i inne cele. Liczącym co najwyżej 2 000 ludzi oddziałom albańskim udało się zatrzymać siły partyzanckie składające się z 30 000 żołnierzy przez dwa miesiące. Następnie w Kosowie wybuchło „zbrojne powstanie na wielką skalę” kierowane przez Balli Kombëtar (który w tym czasie miał nadal około 9 000 ludzi pod bronią), którego celem było przeciwstawienie się włączeniu Kosowa do komunistycznej Jugosławii. Dopiero w lipcu 1945 r. partyzanci jugosłowiańscy byli w stanie stłumić powstanie i przejąć kontrolę nad Kosowem.